# Sun Hung Kai Properties
Sun Hung Kai Properties (新鴻基地產發展有限公司) — многопрофильный конгломерат, штаб-квартира которого расположена в Гонконге, в небоскребе Сун-Хунг-Кай Сентр (округ Ванчай). Принадлежит братьям Уолтеру, Томасу и Реймонду Квок. К началу 2012 года Sun Hung Kai Properties считался крупнейшим девелопером Азии и вторым по величине в мире (после американской Simon Property Group).

## История
В 1958 году три китайских эмигранта во главе с Квок Так Сенгом основали в Гонконге компанию Eternal Enterprise Company, а в 1963 году — Sun Hung Kai Group. С 1972 года Sun Hung Kai котируется на Гонконгской фондовой бирже. После смерти Квок Так Сенга в 1990 году компанией управляют три его сына — Уолтер, Томас и Реймонд Квок. По состоянию на март 2011 года в Sun Hung Kai Properties работало 32 тыс. человек, рыночная стоимость корпорации составляла более 41 млрд. долларов, а продажи — почти 4,3 млрд. долларов.
В апреле 2012 года сотрудники Независимой комиссии по борьбе с коррупцией Гонконга арестовало братьев Томаса и Реймонда Квок, обыскали офисы Sun Hung Kai Properties, изъяли документы и компьютеры, после чего компания потеряла 4,9 млрд. долл. рыночной стоимости (за один день подешевела на более чем 13 %). Кроме того, вместе с братьями был арестован бывший министр Рафаэль Хуи, а ранее по подозрению в подкупе чиновников был задержан исполнительный директор SHKP Томас Чан.

## Структура
Sun Hung Kai Properties является крупнейшим оператором офисной, жилой и торговой недвижимости в Гонконге. Среди других интересов компании — строительство, инвестиции, финансовые услуги (Sun Hung Kai Investment Services), гостиничное дело, телекоммуникации, информационные технологии, транспортные, логистические и коммунальные услуги.
Sun Hung Kai Properties имеет доли в таких активах, как небоскрёбы International Commerce Centre, International Finance Centre, Central Plaza, The Cullinan Towers, The Arch, The Belcher's, Metroplaza Towers, Manhattan Hill, Ocean Shores, Oscar by the Sea, Park Central, Yoho Town, Sham Wan Towers, Chelsea Court в Гонконге, мобильные операторы SmarTone Mobile Communications (Гонконг) и SmarTone Macao (Макао), компания информационных технологий SUNeVision Holdings, крупный логистический и офисный комплекс Airport Freight Forwarding Centre в Международном аэропорту Гонконга, контейнерный терминал River Trade в округе Тхюньмунь (совместное предприятие с конгломератом Hutchison Whampoa), а также торговые центры APM в Гонконге и Пекине.
Также в состав Sun Hung Kai Properties входит крупнейший в Гонконге оператор автобусных перевозок Transport International Holdings (ему принадлежат гонконгские автобусные компании Kowloon Motor Bus Company и Long Win Bus Company, автобусные компании в Пекине, Шэньчжэне, Уси и Даляне, а также компания Road Show, отвечающая за развлечения и рекламу в автобусах и на остановках).